# Herlind Gundelach

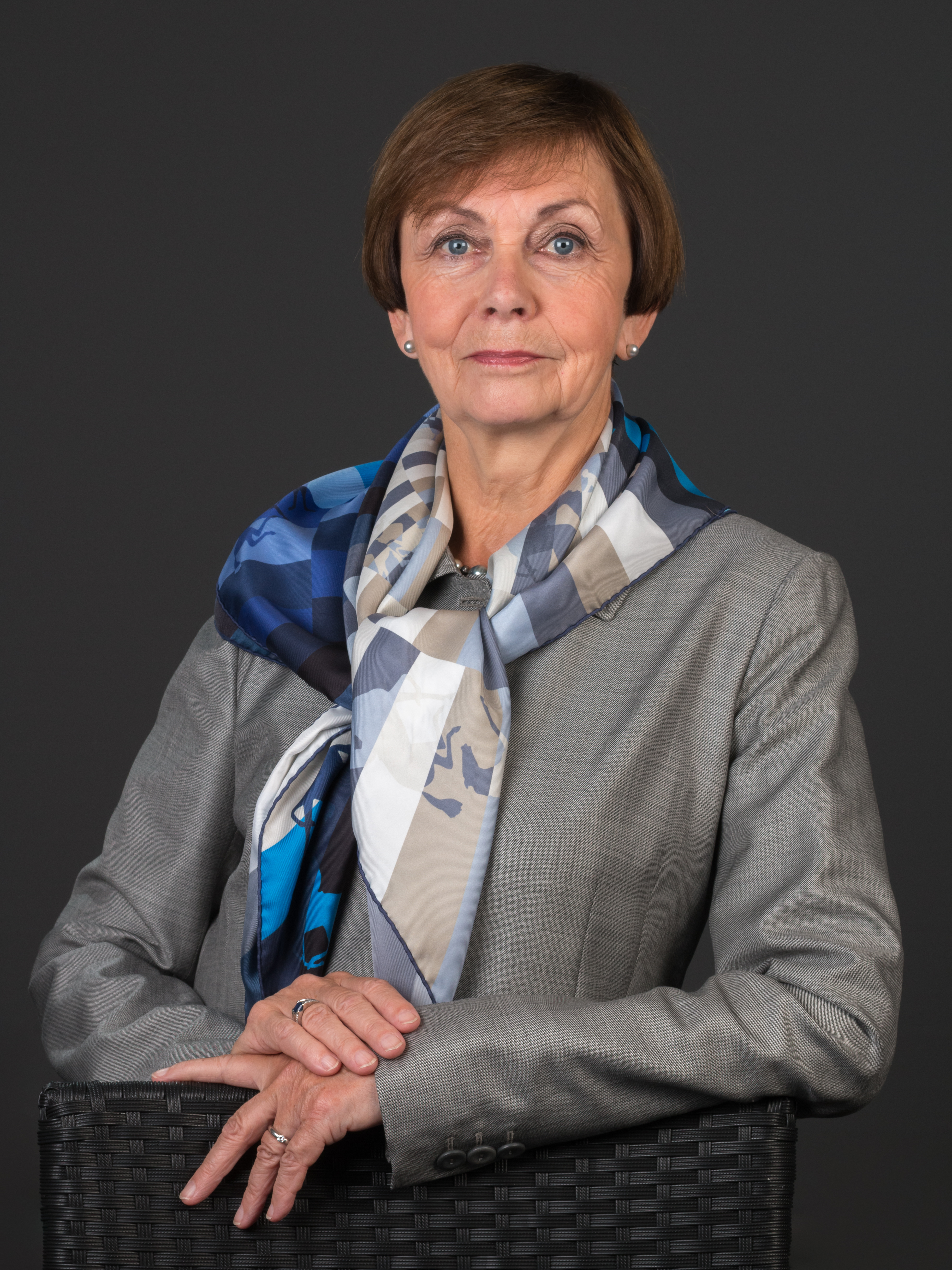
Herlind Gundelach (2014)

Herlind Magdalena Gundelach (* 28. Februar 1949 in Aalen) ist eine deutsche Politikerin (CDU). Sie war von 2008 bis März 2011 Hamburger Senatorin für Wissenschaft und Forschung. Vom 29. November 2010 bis zum 7. März 2011 war sie außerdem Senatorin für Finanzen sowie für Stadtentwicklung und Umwelt.

## Ausbildung und Beruf
Nach dem Abitur in Bonn begann Gundelach im Jahr 1968 mit dem Studium der Politikwissenschaft, Geschichte, Philosophie und Staatsrecht an der Rheinischen Friedrich-Wilhelms-Universität Bonn. Hier wurde sie 1981 mit der Dissertation Die Sozialausschüsse zwischen CDU und DGB: Selbstverständnis und Rolle 1949 - 1966 zum Dr. phil. promoviert. Parallel zum Studium war sie 1968/69 als Pressesprecherin der CDU-Sozialausschüsse (CDA) und ab 1970 als wissenschaftliche Mitarbeiterin bei verschiedenen Bundestagsabgeordneten tätig.
In den Jahren 1981/1982 arbeitete Gundelach als Referentin in der Arbeitsgruppe Bildung und Forschung der CDU/CSU-Bundestagsfraktion und von 1982 bis 1984 als Persönliche Referentin des Parlamentarischen Staatssekretärs beim Bundesminister für Bildung und Wissenschaft Anton Pfeifer (CDU). Danach wechselte Gundelach zurück zur CDU/CSU-Bundestagsfraktion und war dort bis 1987 Geschäftsführerin der Arbeitsgruppe Bildung und Wissenschaft. Im Jahr 1988 übernahm sie die Position einer Referatsleiterin im Bundesministerium für Umwelt, Naturschutz und Reaktorsicherheit und war dort bis 1998 tätig.
Gundelach ist außerdem Mitglied des Kuratoriums der Deutschen Stiftung Denkmalschutz, seit 2000 Präsidentin vom Bund Heimat und Umwelt in Deutschland und seit dem 20. August 2012 Präses des Zentralausschuss Hamburgischer Bürgervereine von 1886 r.V. (ZA Hamburg). Zudem ist sie stellvertretende Vorsitzende im Kuratorium der Otto-von-Bismarck-Stiftung und stellvertretendes Mitglied im Kuratorium der Bundeskanzler-Helmut-Schmidt-Stiftung.
Außerdem war sie Initiatorin des Bürgerentscheids Hamburger Seilbahn – Ich bin dafür!, der im August 2014 mit 63,4 Prozent der Stimmen abgelehnt wurde.

## Öffentliche Ämter

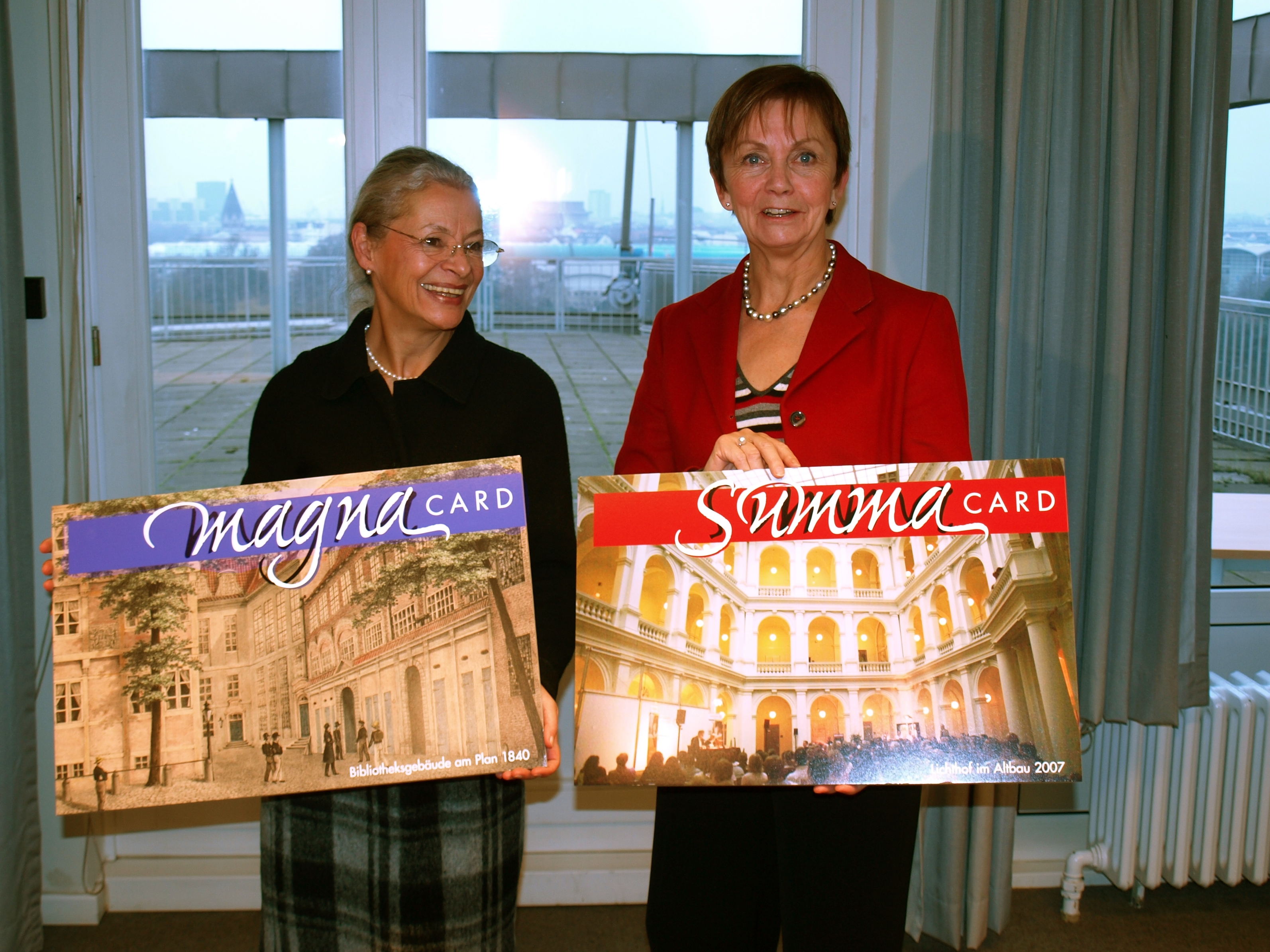
Gabriele Beger und Herlind Gundelach.

Nach der Landtagswahl in Hessen 1999 wurde Herlind Gundelach zur Staatssekretärin im Hessischen Ministerium für Umwelt, Landwirtschaft und Forsten ernannt. Im Jahr 2004 wechselte Gundelach als Staatsrätin in die Behörde für Stadtentwicklung und Umwelt nach Hamburg. Beim Bau des Kohlekraftwerks Moorburg regte sie den Bau eines zweiten Kraftwerksblockes an, nachdem der Energiekonzern Vattenfall zunächst nur einen bauen wollte. Ab dem 7. Mai 2008 war Gundelach Senatorin für Wissenschaft und Forschung und damit Präses (Ressortleiterin) der Behörde für Wissenschaft und Forschung in Hamburg (Senat von Beust III, ab 25. August 2010 Senat Ahlhaus).
Nach dem Bruch der schwarz-grünen Landesregierung wurden die GAL-Senatoren von Christoph Ahlhaus am 29. November 2010 aus ihren Ämtern entlassen. Zuvor war Finanzsenator Carsten Frigge (CDU) im Zusammenhang mit der Parteispendenaffäre der rheinland-pfälzischen CDU zurückgetreten. Am 30. November 2010 beschlossen die verbliebenen Senatsmitglieder eine neue Geschäftsverteilung für die Zeit bis zur Bürgerschaftswahl im Februar 2011. Gundelach übernahm hierbei die Funktionen als Präses der Finanzbehörde sowie als Präses der Behörde für Stadtentwicklung und Umwelt. Nach der Konstituierung der neugewählten Bürgerschaft und der Wahl von Olaf Scholz (SPD) schied Gundelach am 7. März 2011 aus ihren Senatorinnenämtern.

## Abgeordnete
Bei der Bundestagswahl 2013 zog sie über die Hamburger Landesliste in den Bundestag ein. Sie war außerdem Direktkandidatin im Wahlkreis Bergedorf–Harburg, erhielt jedoch weniger Stimmen als Metin Hakverdi von der SPD.
Gundelach war ordentliches Mitglied im Ausschuss für Wirtschaft und Energie. Außerdem war sie stellvertretende Ausschussvorsitzende im Ausschuss für Kultur und Medien und stellvertretendes Mitglied im Ausschuss für Umwelt, Naturschutz, Bau und Reaktorsicherheit sowie stellvertretendes Mitglied in der Parlamentarischen Versammlung des Europarats.
Im Dezember 2016 verlor Gundelach eine Kampfkandidatur um den dritten Platz der christdemokratischen Landesliste für die Bundestagswahl 2017 gegen den ehemaligen Bürgerschaftsabgeordneten Christoph de Vries. Gundelach wurde auf den fünften Listenplatz gewählt. Die Aufstellung sorgte für Kritik von der Frauen-Union, weil die CDU-Bundessatzung vorsieht, dass mindestens einer der ersten drei Plätze an eine Frau geht. Gundelach unterlag mit 28,1 % der Erststimmen dem SPD-Direktkandidaten Metin Hakverdi im Bundestagswahlkreis Hamburg-Bergedorf – Harburg. Während de Vries als Drittplatzierter der Landesliste Mitglied des Deutschen Bundestages in der 19. Wahlperiode wurde, erhielt Gundelach als Fünftplatzierte kein Mandat.

## Parteiämter
Gundelach war von 2012 bis 2016 Kreisvorsitzende der CDU Hamburg-Mitte und stellvertretende Landesvorsitzende.

## Privates
Herlind Gundelach ist geschieden und hat eine Tochter.